# Дарио Лорина
Дарио Лорина (на италиански: Dario Lorina) (Бостън, 6 август 1990 г.) е американски китарист, известен като член на групата на Зак Уайлд „Блек Лейбъл Сосайъти“ и със своята солова кариера.

## Биография
Започва кариерата си, когато е на 16 години и се явява на прослушване като соло китарист за групата на Джани Лейн (фронтмен и основен текстописец на Warrant). През 2010 г. напуска Лейн, за да се присъедини към „Лизи Бордън“, докато през 2014 г. прави своя дебют като солист, издавайки първия си албум. През 2014 г. се присъединява към „Блек Лейбъл Сосайъти“, група, в която към 2024 г. още е член.

## Солови албуми
| От   | Албум                  |
| ---- | ---------------------- |
| 2013 | Dario Lorina           |
| 2017 | Death Grip Tribulation |

### С „Блек Лейбъл Сосайъти“
| От   | Албум                          |
| ---- | ------------------------------ |
| 2014 | Catacombs of the Black Vatican |
| 2017 | Room of Nightmares             |
| 2018 | Grimmest Hits                  |
| 2021 | Set You Free                   |
| 2021 | Doom Crew Inc                  |

#### Видеография
| От   | Албум              |
| ---- | ------------------ |
| 2014 | Angel of Mercy     |
| 2017 | Room of Nightmares |

### С Cyrus Zain
| От   | Албум      |
| ---- | ---------- |
| 2005 | Cyrus Zain |

### С Джаки Винсент
| От   | Албум              |
| ---- | ------------------ |
| 2013 | Star X Speed Story |